# Belgrandiella nana
Belgrandiella nana е вид охлюв от семейство Hydrobiidae.

## Разпространение
Този вид е разпространен в Алжир и Тунис.